# Negeta reticulata
Negeta reticulata är en fjärilsart som beskrevs av Emilio Berio 1964. Negeta reticulata ingår i släktet Negeta och familjen trågspinnare. Inga underarter finns listade i Catalogue of Life.